# Siwiańska Nyża

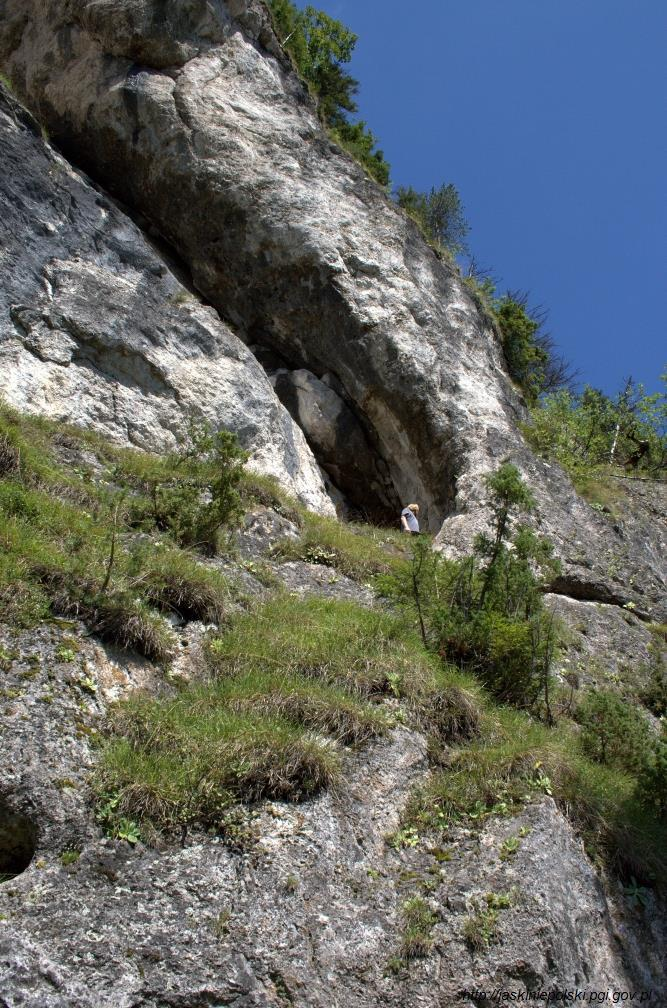
Otwór jaskini

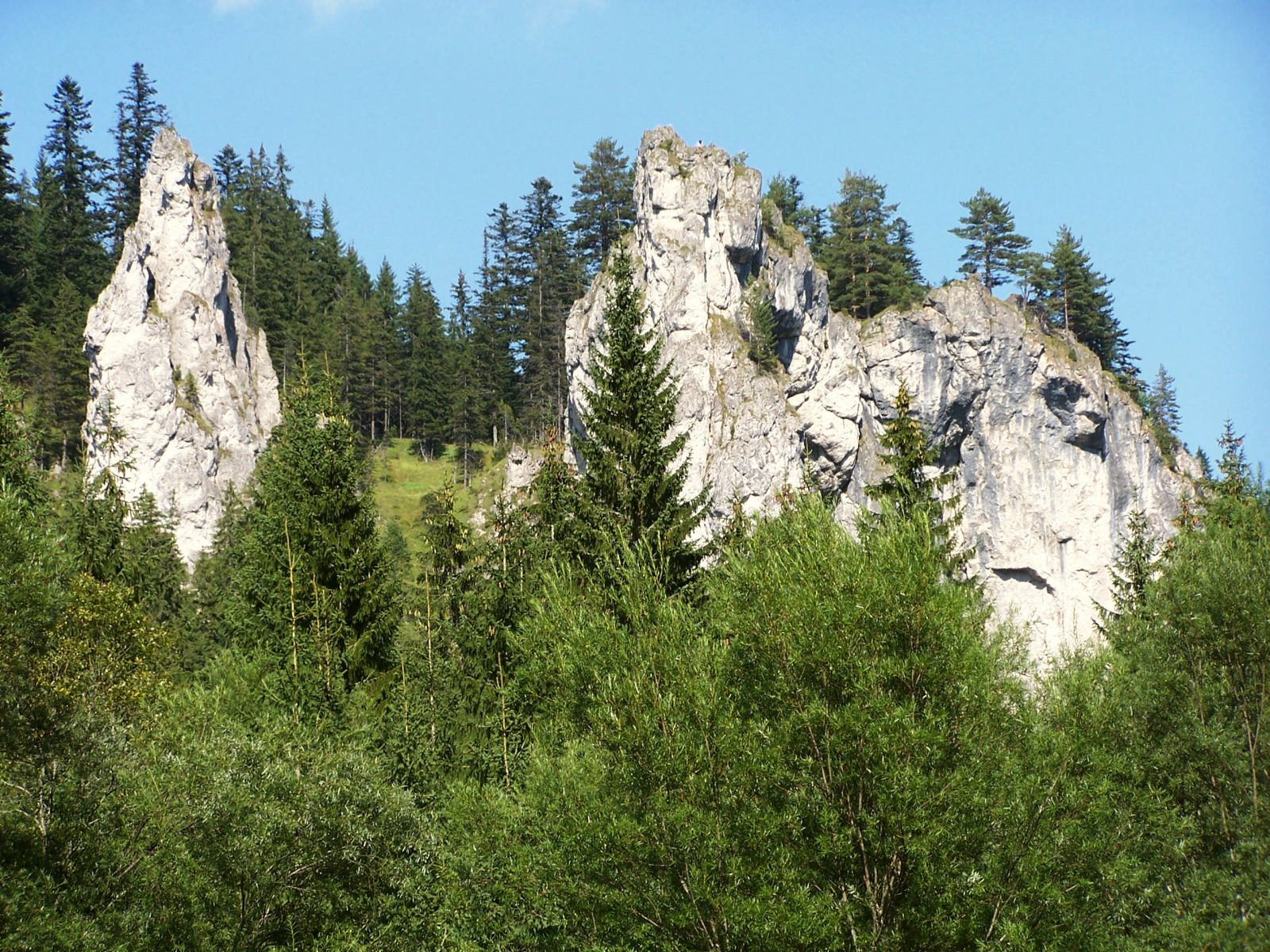
Siwiańskie Turnie

Siwiańska Nyża – jaskinia, a właściwie schronisko, w Dolinie Chochołowskiej w Tatrach Zachodnich. Wejście do niej znajduje się w Siwiańskich Turniach, w pobliżu Siwiańskiej Dziury i Siwiańskiego Schronu, na wysokości 984 metrów n.p.m. Długość jaskini wynosi 4,8 metrów, a jej deniwelacja 2,2 metrów.

## Opis jaskini
Jaskinię stanowi obszerna nyża o dnie idącym w górę, do której prowadzi wysoki (5 m wysokości), szczelinowy otwór. Na jej końcu znajduje się niewielki, 1-metrowy próg.

## Przyroda
W jaskini można spotkać nacieki grzybkowe. Ściany są spękane i kruche, brak jest na nich roślinności.

## Historia odkryć
Jaskinia była prawdopodobnie znana od dawna. Pierwszą wzmiankę o niej opublikował A. Wrzosek w 1933 roku. Plan i opis jaskini sporządziła I. Luty w 2004 roku.